# Altai-Flut

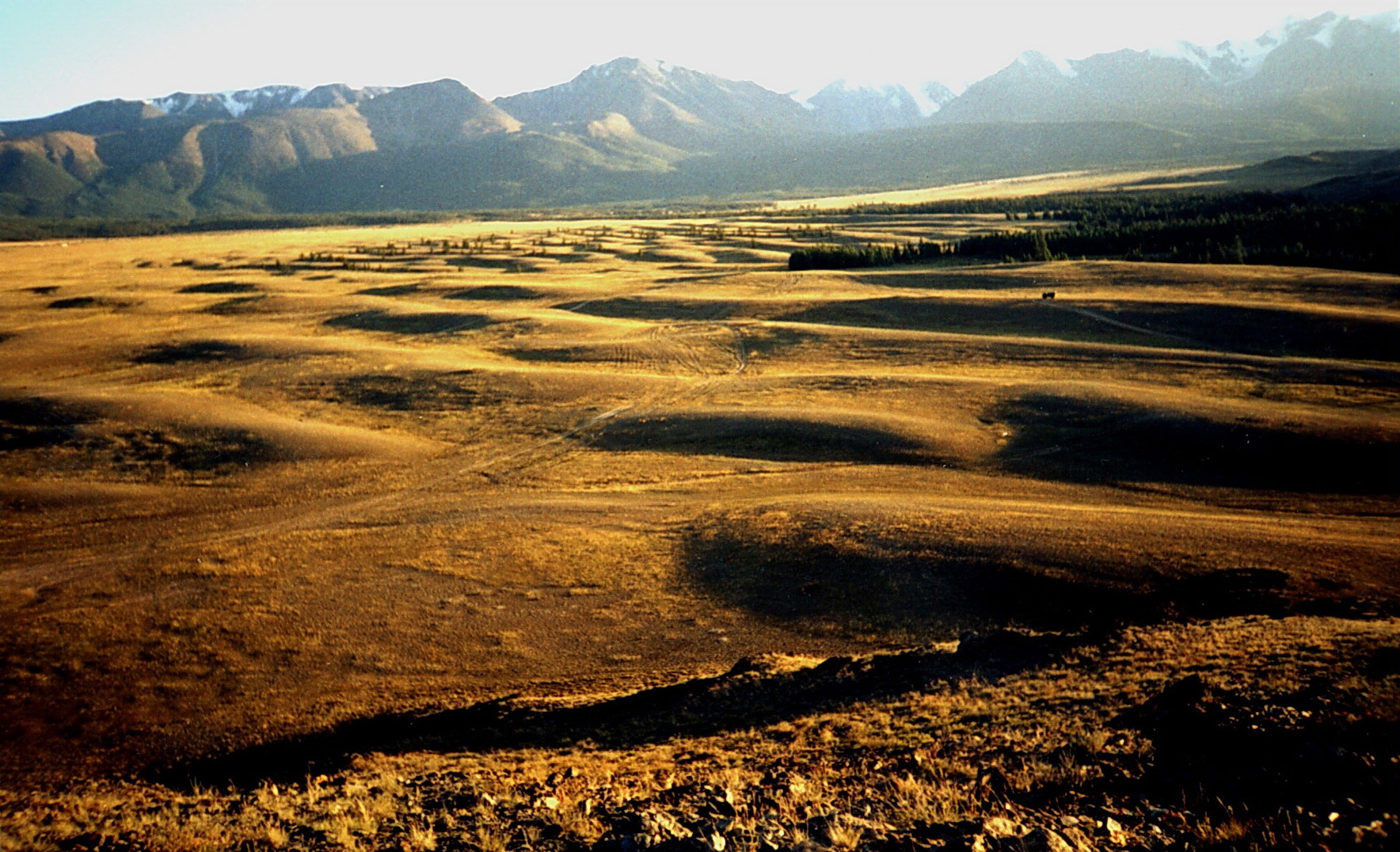
Riesenrippel im Kuray-Becken, Altai, Russland

Die Altai-Flut war eine Superflut, die sich am Ende der letzten Eiszeit vor etwa 14.000 Jahren aufgrund des Abschmelzens von Eisstauseen im Altai, im Tschuja- und im Kuray-Becken ereignete. Dabei sollen nach Schätzungen von Geologen als Folge eines Eisdammbruchs zwischen 600 und 3.500 Kubikkilometer Wasser aus dem Gletschersee ausgetreten sein. Die Flut soll sich über das Schwarze Meer bis ans Mittelmeer ausgewirkt haben.

## Hintergrund

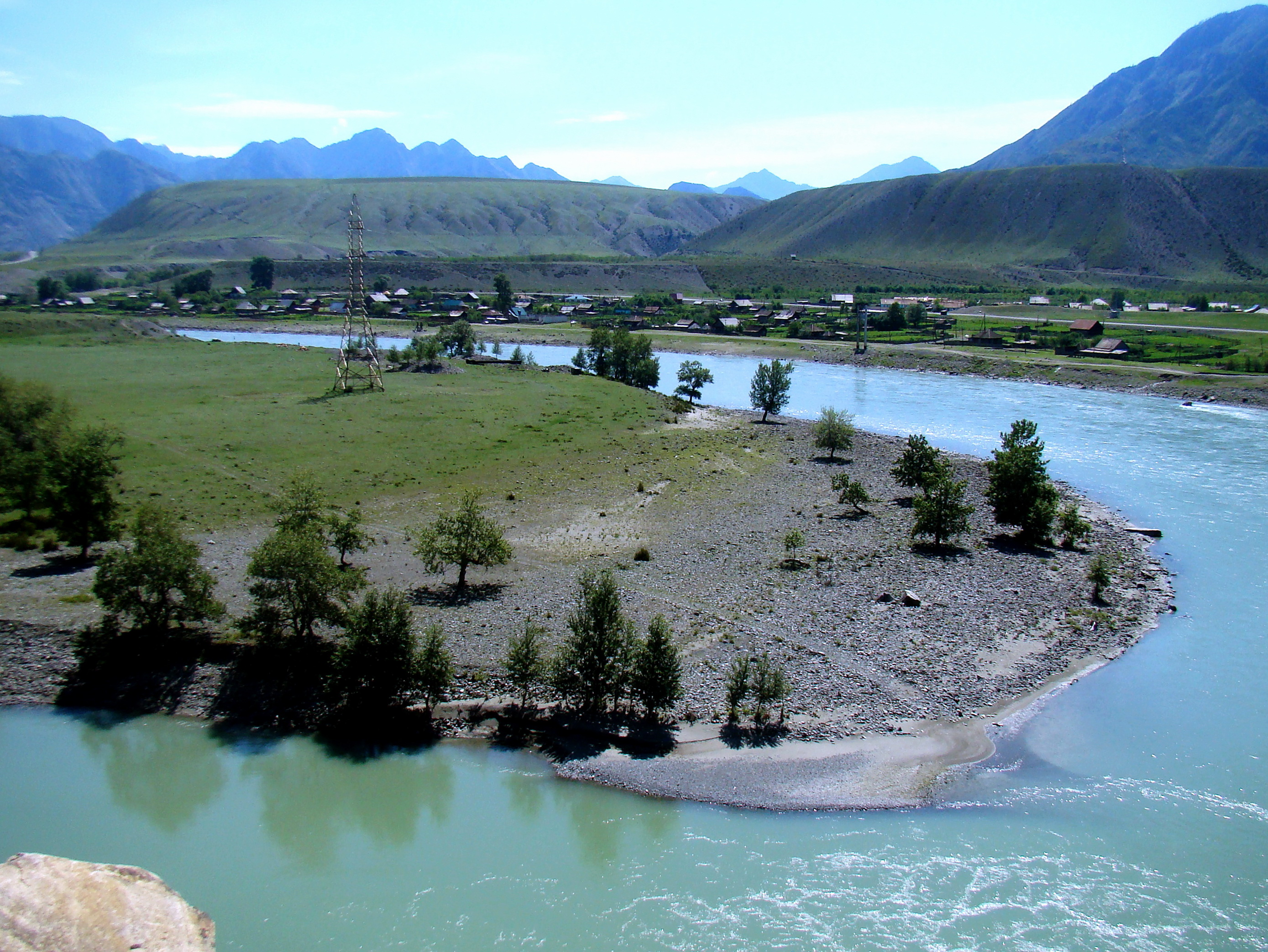
Schotterbänke am Katun im Zentrum des Hohen Altai

Das Altai-Gebirge liegt an der Grenze von Russland, Kasachstan, der Volksrepublik China und der Mongolei. Am Ende der letzten Eiszeit bildeten sich mit der Erwärmung der Erde große Eisstauseen. Beim Versagen der die Eisstauseen umgebenden Eisdämme kam es zu katastrophalen Überflutungen. Insgesamt soll es drei Megafluten im Altai gegeben haben, von denen die letzte wahrscheinlich die größte war. Diese Überflutung wurde von zwei miteinander verbundenen Seen verursacht und ist als Altai-Flut bekannt.
Mit steigender Tiefe des Wassers erhöhte sich der Druck an der Unterseite des Eisdamms. Damit sank der Gefrierpunkt des Wassers unter die Temperatur des Eises, das den Damm bildete. Die Höhe des Dammes am Altai wird auf 600 bis 900 Meter geschätzt; dementsprechend betrug der Druck am Fuße des Damms etwa 60 bis 90 bar. Dadurch wurde es flüssigem Wasser möglich, in Risse des Damms einzudringen und durch Reibung genügend Wärme zu erzeugen, so dass weiteres Wasser nachströmen konnte. Dieser Rückkopplungseffekt schwächte den Eisdamm, so dass es schließlich zu einem katastrophalen Versagen des Damms kommen konnte.
Der Wasserabfluss folgte etwa dem Bett des Katun. Die Flut dauerte etwa zwei bis drei Tage und erreichte Spitzenwerte im Wasserabfluss von etwa 10 bis 18 Millionen Kubikmetern pro Sekunde und Geschwindigkeiten von bis zu 45 Metern pro Sekunde. Die maximale Höhe der Flutwelle wurde mit 320 Metern berechnet.

## Nachweise

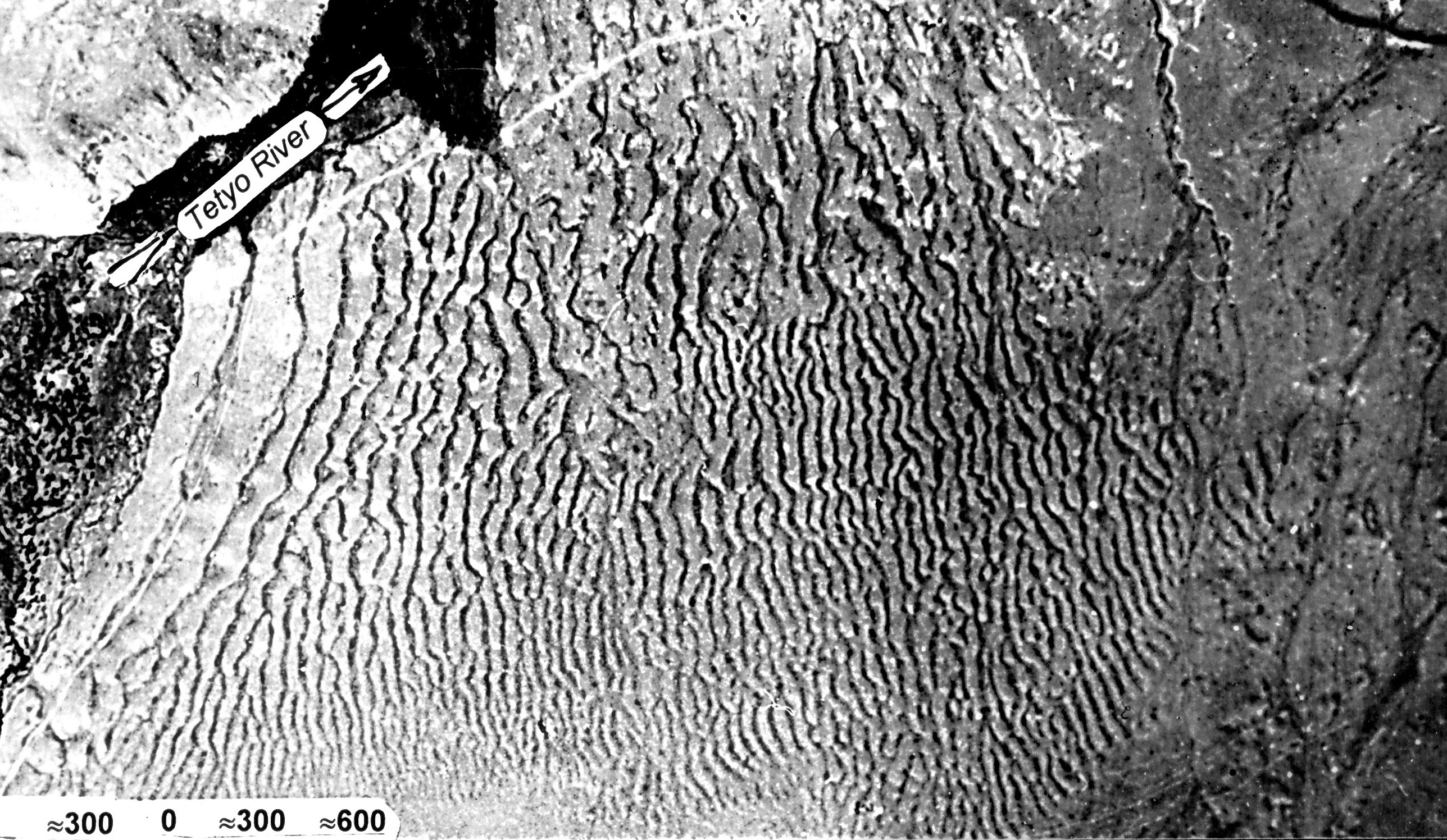
Riesenrippel im Kuray-Becken im Altai

Der Nachweis der Flutkatastrophe gelang durch die Analyse von Oberflächenformen wie Rippeln und Terrassen im Altai-Gebiet.
Im Abflussgebiet der Altai-Flut finden sich weite Gebiete mit Riesenrippeln. Diese Rippel haben eine Höhe von etwa 20 bis 24 Metern und eine Wellenlänge von etwa 200 bis 300 Metern. Die Rippel sind quer zu den diluvialen Fluten gestreckt. Die proximalen Hänge sind sanfter abfallend, während die distalen Hänge steiler mit leicht konkavem Profil am Kamm sind. In den Sedimenten finden sich zum Teil große, scharfkantige Gesteinsbrocken. Die Scharfkantigkeit ist es ein wichtiges Unterscheidungsmerkmal zu von durch Gletscher transportierten Findlingen und ein Merkmal, das auf eine Flutkatastrophe schließen lässt. Die Sedimente der Rippel sind weitgehend lose und trocken und nicht durch Füllmaterial gehärtet.

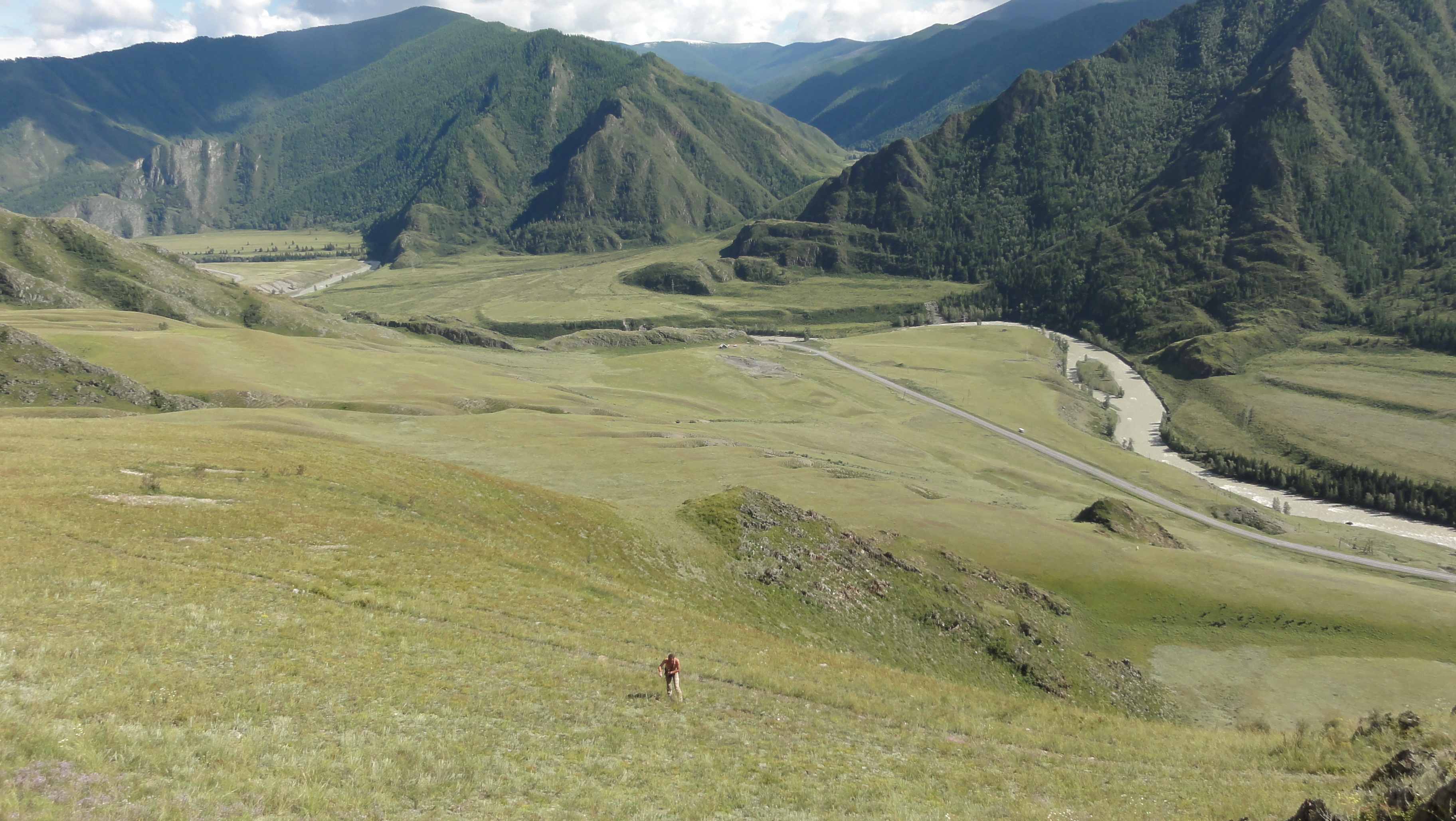
Katun von einem Riesenrippel aus fotografiert
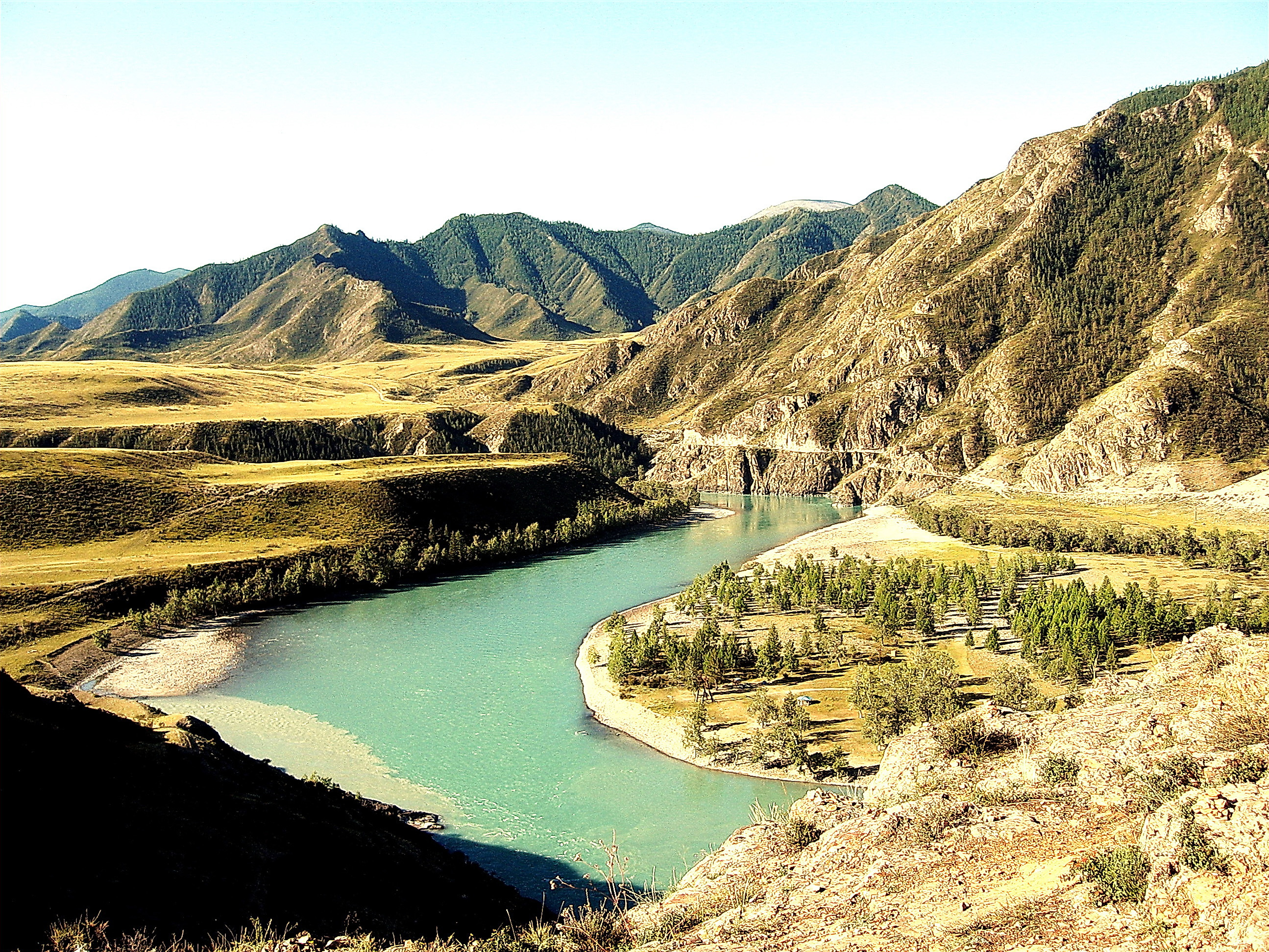
Terrassenbildung am Katun
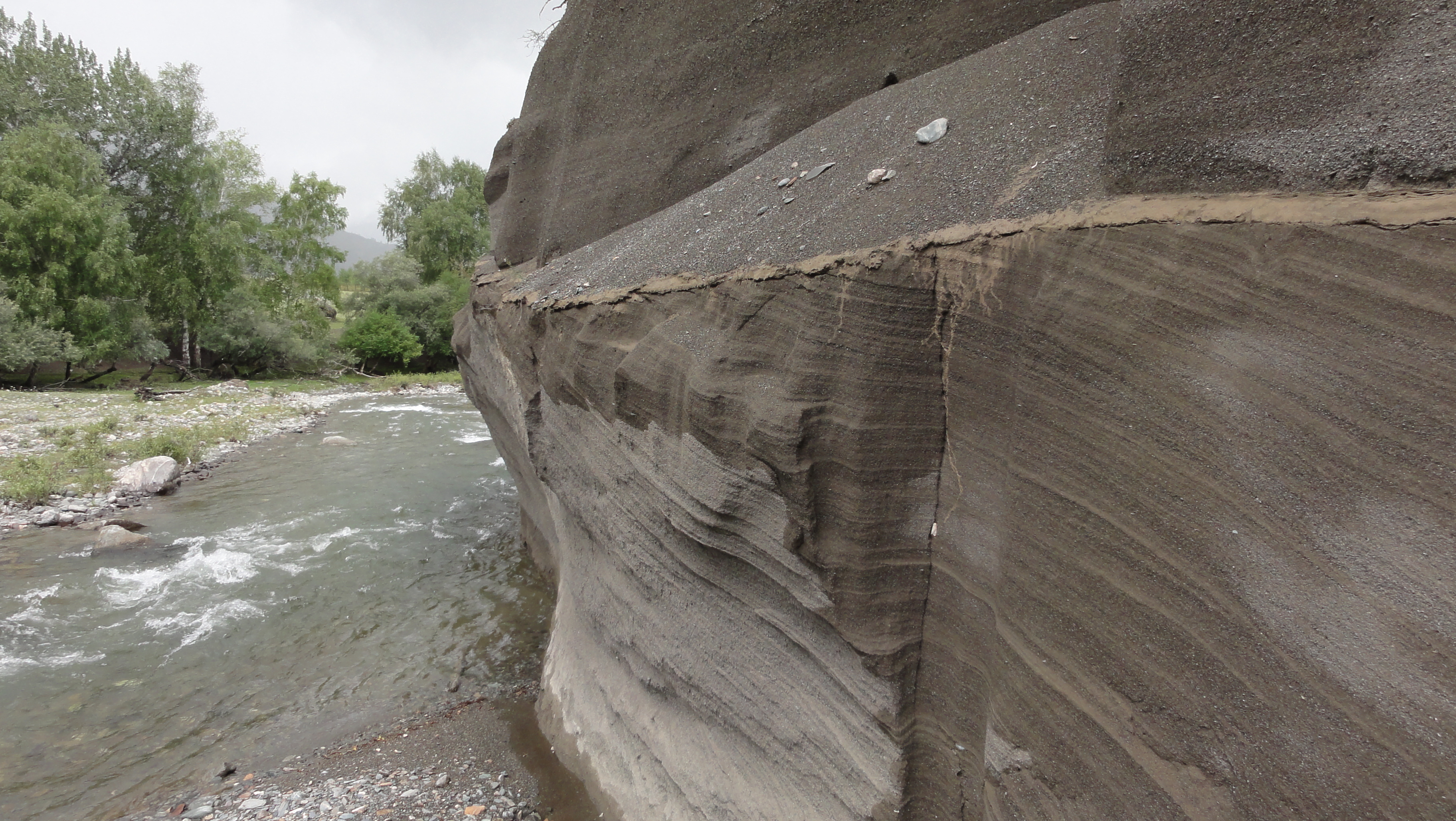
Riesenrippel am Katun